# Colonia del Valle, Oaxaca
Colonia del Valle är en ort i Mexiko.   Den ligger i kommunen Huautla de Jiménez och delstaten Oaxaca, i den sydöstra delen av landet, 290 km sydost om huvudstaden Mexico City. Colonia del Valle ligger 1 583 meter över havet och antalet invånare är 119.
Terrängen runt Colonia del Valle är kuperad söderut, men norrut är den bergig. Runt Colonia del Valle är det ganska tätbefolkat, med 120 invånare per kvadratkilometer. Närmaste större samhälle är Huautla de Jiménez, 8,7 km sydväst om Colonia del Valle. I omgivningarna runt Colonia del Valle växer i huvudsak städsegrön lövskog.